# MTV Europe Music Awards 2006
13-я церемония MTV Europe Music Awards 2006 прошла 2 ноября 2006 года в зале Rådhuspladsen в Копенгагене, Дания. Вел церемонию Джастин Тимберлейк.

## Выступали
- Джастин Тимберлейк (исполнитель и ведущий)
- Нелли Фуртадо
- Muse
- The Killers
- Keane
- Diddy и Кэсси
- Rihanna
- Snoop Dogg
- Outlandish
- Jet
- Lordi

## Награды вручали
- Moby
- Sugababes
- Robbie Williams
- Lordi
- Дэниел Крейг
- Mads Mikkelsen
- Cassie
- Johnny Knoxville и Jeff Tremaine
- Borat
- Adrien Brody
- Timbaland
- Tiziano Ferro
- Kelis
- Канье Уэст
- China Moses (дочь Dee Dee Bridgewater)

## Номинанты и победители
Победитель в каждой категории обозначен жирным шрифтом.

### Лучшая группа
- The Black Eyed Peas
- Red Hot Chili Peppers
- The Pussycat Dolls
- Keane
- Depeche Mode

### Лучшая песня
- «Hips Don't Lie», Shakira feat. Wyclef Jean
- «SOS», Rihanna
- «Crazy», Gnarls Barkley
- «Maneater», Нелли Фуртадо
- «Dani California», Red Hot Chili Peppers

### Лучшая исполнительница
- Madonna
- Shakira
- Beyoncé
- Christina Aguilera
- Нелли Фуртадо

### Лучший R&B исполнитель
- Beyoncé
- Mary J. Blige
- OutKast
- Rihanna
- Pharrell

### Лучший альбом
- Confessions on a Dance Floor, Madonna
- Stadium Arcadium, Red Hot Chili Peppers
- Back to Basics, Christina Aguilera
- Loose, Нелли Фуртадо
- Black Holes and Revelations, Muse

### Лучший альтернативный исполнитель
- System of a Down
- Arctic Monkeys
- Muse
- The Raconteurs
- Korn

### Лучший рок исполнитель
- Red Hot Chili Peppers
- Evanescence
- The Killers
- Keane
- The Strokes

### Лучший поп исполнитель
- Madonna
- Christina Aguilera
- Shakira
- Robbie Williams
- Джастин Тимберлейк

### Лучшее видео
- «A Million Ways», OK Go
- «Crazy», Gnarls Barkley
- «We Are Your Friends», Justice vs Simian
- «Stupid Girls», Pink
- «Touch the Sky», Канье Уэст

### Лучший исполнитель
- Джастин Тимберлейк
- Канье Уэст
- Pharrell
- Robbie Williams
- Sean Paul

## Специальные награды

### Награда Free Your Mind
Нет победителей.

### Звучание будущего — Лучший новый исполнитель
Победитель определялся звездами, а не зрителями.
- Gnarls Barkley

Другие номинанты:
- Panic! At The Disco
- Ne-Yo
- Fall Out Boy
- Lily Allen
- We Are Scientists
- Arctic Monkeys
- Lordi